# Keski-Savon Pateri
Le Keski-Savon Pateri est un club finlandais de volley-ball, fondé en 1992 et basé à Varkaus, et qui évolue au plus haut niveau national (SM-Liiga).

## Palmarès
- Championnat de Finlande : 1999
- Coupe de Finlande : 1997, 1999

## Effectif de la saison en cours
Entraîneur : Henrik Kosonen  Finlande ; entraîneur-adjoint : Keijo Manninen  Finlande
| Numéro | Nom                | Taille | Nationalité | Poste |
| 1      | Nenad DIMITRIEVSKI | 1,91   | Macédoine   | ?     |
| 3      | Jussi SAVIO        | 1,96   | Finlande    | ?     |
| 4      | Pasi HYVÄRINEN     | 1,83   | Finlande    | ?     |
| 5      | Ville SALMINEN     | 1,97   | Finlande    | ?     |
| 6      | Tatu RAUHANSALO    | 1,88   | Finlande    | ?     |
| 7      | Timo KEISALA       | 1,98   | Finlande    | ?     |
| 8      | Jari TUOMINEN      | 1,98   | Finlande    | ?     |
| 9      | Timo LEIKAS        | 1,91   | Finlande    | ?     |
| 10     | Petri SIITONEN     | x,xx   | Finlande    | ?     |
| 11     | Janis PLAVINSKIS   | x,xx   | Lettonie    | ?     |
| 12     | Henrik KOSONEN     | 1,81   | Finlande    | ?     |

## Joueurs majeurs

### Les Français et Pateri
- Christian Strelhau (central, 1,97 m)